# Mölndalsrevyn

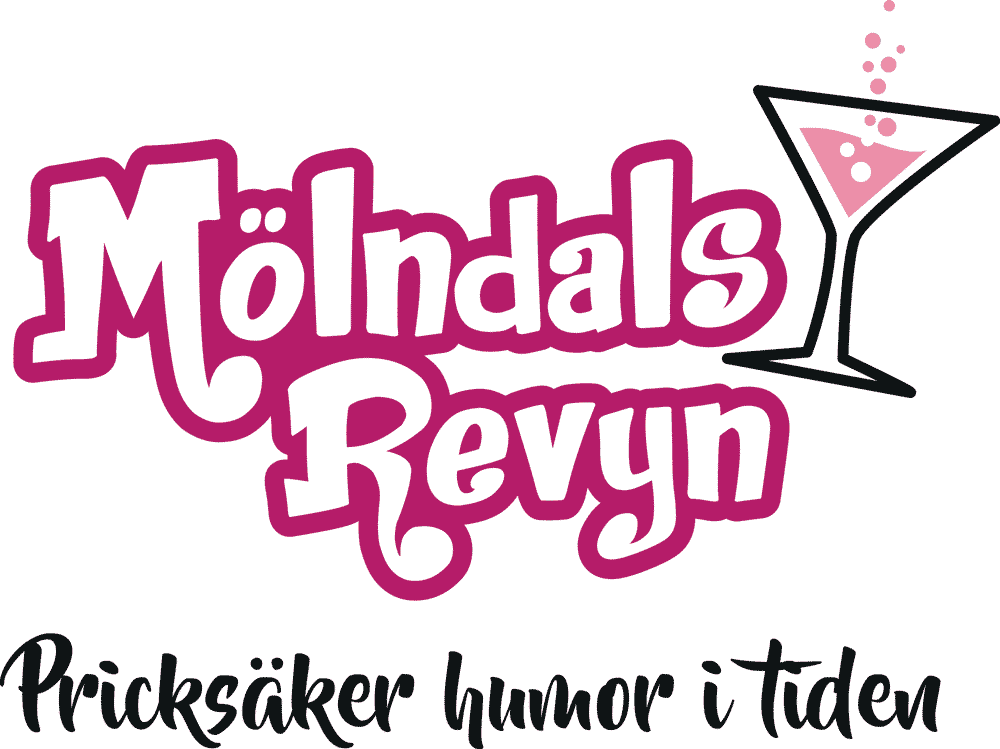
Mölndalsrevyns logotype

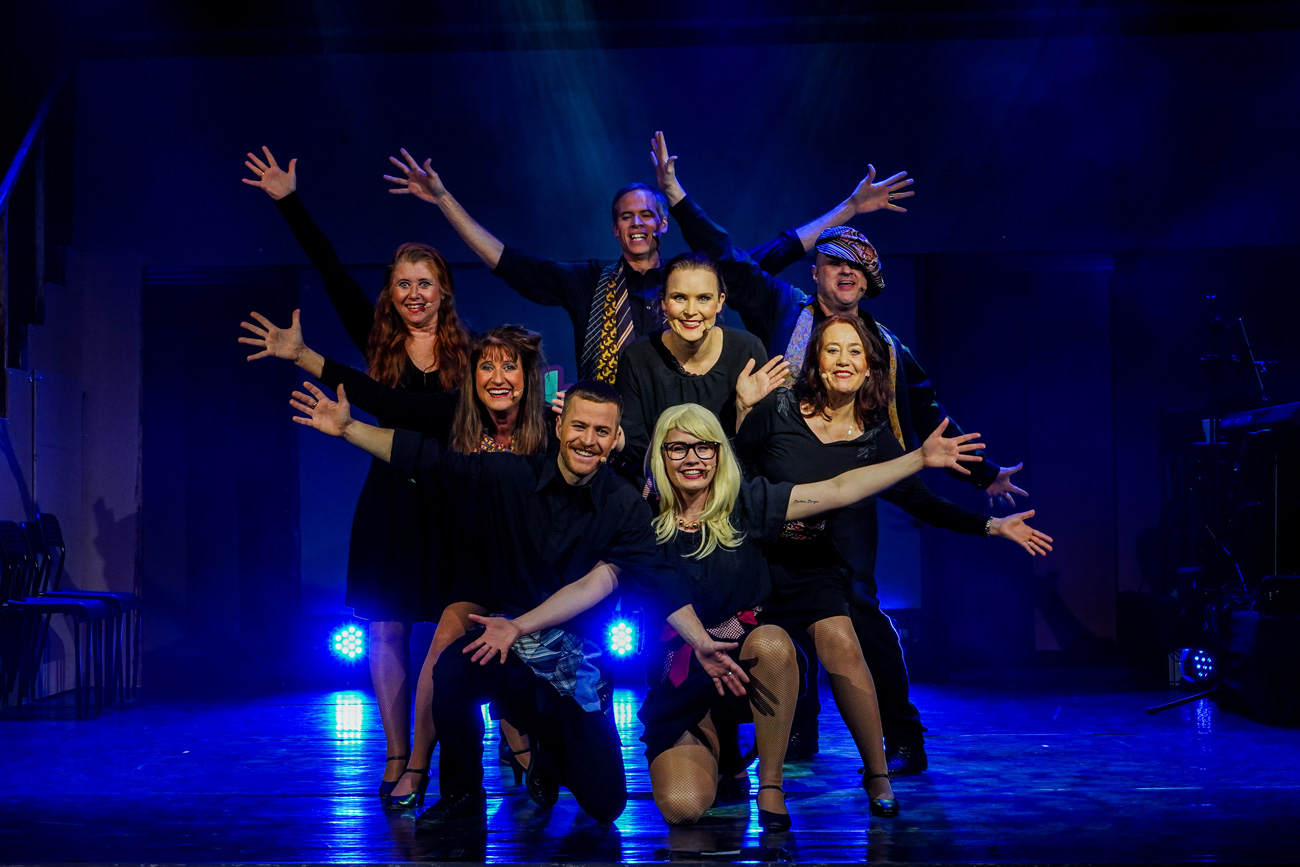
Skrattehöjning 2020

Mölndalsrevyn är en förening som i stort sett varje år sedan 1974 spelar nyårsrevy i Mölndal. Från början spelades revyerna på Kulturhuset Möllan i Mölndal, men i slutet på 90-talet och början på 2000-talet flyttade revyn ut till Teaterhuset i Mölndal. Sedan 2015 är föreningen tillbaka på Möllan. Föreningen har cirka 50 medlemmar, arbetar ideellt som textförfattare, skådespelare, ljus-, ljud- och scentekniker, publikvärdar, etc.
Mölndalsrevyn är medlem i Lokalrevyer i Sverige – en sammanslutning med mer än 200 lokalrevyer i Sverige.

## Utmärkelser, m.m.

### 2024
Mölndalsrevyn fick med ett nummer i semifinalen som sen tog sig vidare till final i Revy-SM i Sundsvall:
- Sketch: Sovsäckssex skriven av Robert Cronholt[3][4][5]

### 2023
Mölndalsrevyn fick med tre nummer i finalen i Revy-SM i Oskarshamn:
- Lokalt nummer: Yberattacken skriven av Peter Mannerfelt
- Sketch: Organiserad brottslighet skriven av karin Svenner och Robert Cronholt
- Monolog: Både jag och nej skriven av Håkan Johnsson

### 2021
- Skrivargruppens Karin Svenner tilldelas Parnevikstipendiet[6]

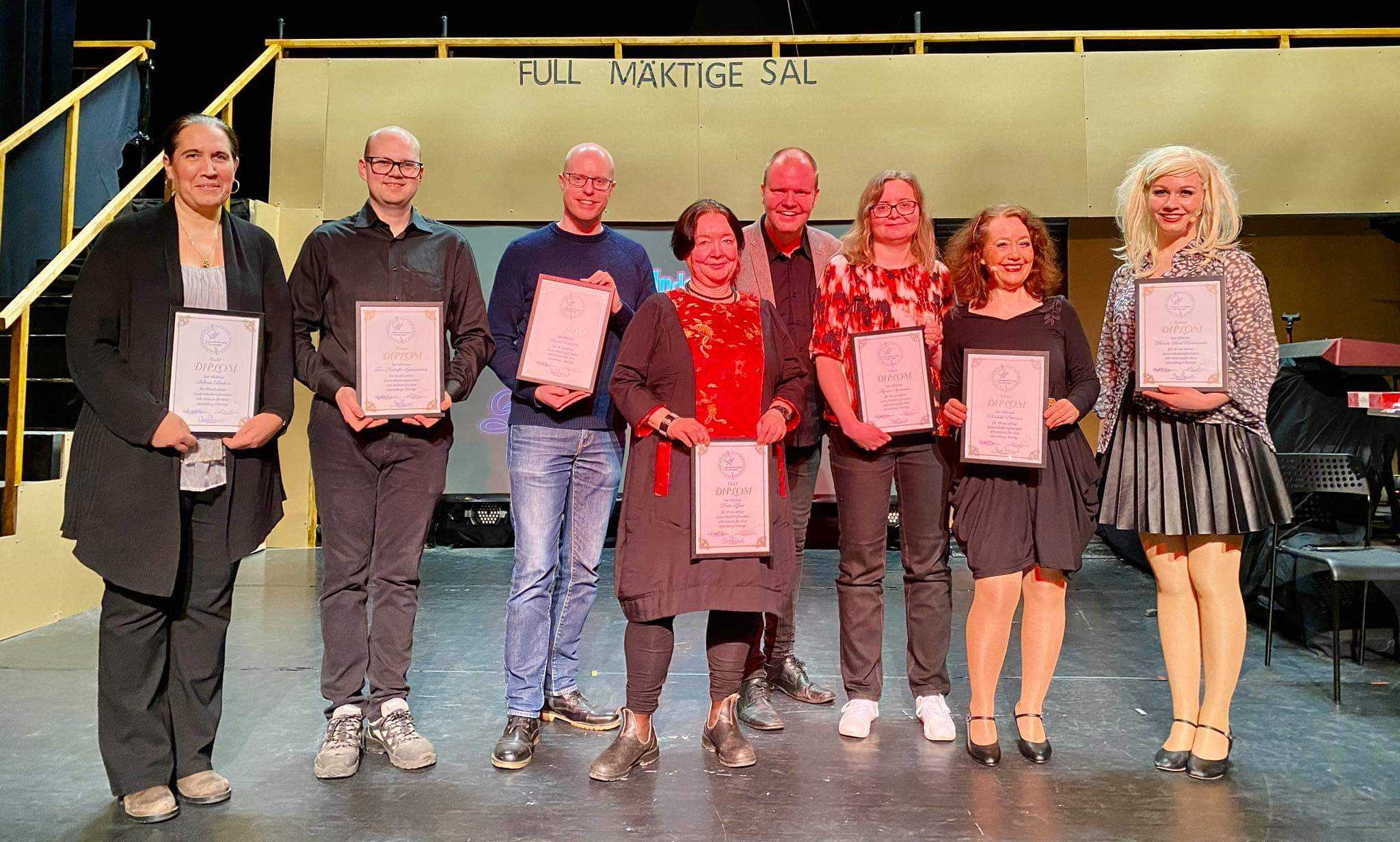
Andreas Zetterberg från LIS.nu delade ut diplom för 10, 20 och 30 år i revyns tjänst till Helena Bruhns, Tim-Kristoffer Gunnarsson, Daniel "Pawen" Pawholm, Doris Kjaer, Myrna Stjernman, Elisabeth Petersson och Manda Strid Bomander.

### 2019
Mölndalsrevyn hade med två nummer i Revy-SM i Östersund:
- Lokalt nummer: Mölndals nya nationalsport skriven av Karin Svenner. Tog sig till stora finalen.
- Sång & Musik: Påve Franciskus har avskaffat helvetet av David Johansson Axberg. Tog sig till semifinal.

### 2018
Mölndalsrevyn deltog i Revy-SM med tre nummer:
- Tog sig direkt till finalen och vann i kategorin "Monolog" med Nils och freudianska felsägningar (text: Andreas Nygård)
- Tog sig till final i kategorin "Sketch" med Nu har feminismen gått för långt (text: David Johansson Axberg)
- Tog sig till semifinal i kategorin "Sång & Musik" med Alla meteorologer heter Per (text: Karin Svenner, koreografi: David Johansson). Numret uppmärksammades i samband med Revy-SM i ett inslag i SVT Väst där meteorlog Per Stenborg kan höras nynna på den.

### 2015
2015 var Mölndalsrevyn uttagna att tävla i Revy-SM i kategorin "Sång & Musik" med låten Överklass från revyn Möllan Rouge. Texten är skriven av Göran Ljungkvist till låten Blå Stetsonhatt, musiken skriven av Harold Spina.

### 2014
Mölndalsrevyn deltog i Revy-SM i kategorin "Sång & Musik" med låten Sluta Skjut från revyn 40 år på tronen. Texten till Sluta Skjut är skriven av Lenny Alvefelt till låten Det är inte snön som faller av Anders F. Rönnblom.

### 2012
Mölndalsrevyn deltog i Revy-SM i kategorierna ”Bästa sketch” med SOS Alarm från revyn Hem till Kvarnbyn och ”Bästa monolog” med Fru Larssons dilemma från samma revy. I samband med Revy-SM 2012 förärades Mölndalsrevyns textförfattare Göran Ljungkvist priset Karl Gerhard-Hatten för revynummer i Karl Gerhards anda, för sitt nummer ''22:e juli som också det var med i revyn Hem till Kvarnbyn

### 2008
Mölndalsrevyns vann ett guld i Revy-SM, i kategorin ”Bästa monolog”. Den segrande monologen hette Hallå Trafikant och framfördes av Christer Thunberg. Han spelar en torr, talfelssluddrande och illa klädd representant från Vägverket, som föreläser om nya vägmärken. Texten är skriven av Erik Jensen.

## Revyer & föreställningar
- 2025 - Efterfesten - En revy som går utanför ramarna[10][11]
- 2024 - Mölndalsrevyn - 50 år av revylution![12]
- 2023 - Spänning & ELände - En revy mot strömmen[13]
- 2022 - Mölndal - inte helt 100 - En revy att räkna med[14]
- 2021 - (ingen nyårsrevy pga Covid-19)
- 2020 - Skrattehöjning![15]
- 2019 - Vårdslöst II - Vinter i välfärden[16]
- 2018 - Fejk - En äkta revy[17]
- 2017 - Möxit - En valbar revy
- 2016 - Rivstart - En rasande bra revy
- 2015 - Möllan Rouge - En revy med hybris
- 2014 - 40 år på tronen
- 2013 - TippExtra - En revy som osar skämt
- 2012 - Hem till Kvarnbyn
- 2011 - Lana
- 2010 - Vårdslöst
- 2009 - Dagens dobbel
- 2008 - Babbels Torn
- 2007 - Stjärnsmällar
- 2006 - Ett varv till
- 2005 - Hall Special
- 2004 - Lösnummer
- 2003 - Liv i luckan
- 2002 - Kråksparkar
- 2001 - Buss på
- 2000 - Har det smullit än?
- 1999 - Fast i rondellen
- 1998 - Barskrapat
- 1997 - Nu e´ de´ klippt
- 1996 - Snésprång
- 1995 - Ett herrans liv
- 1993 - Vargatider
- 1992 - En klant i fontänen
- 1991 - Baktankar
- 1990 - Krondill (sommar-revy)
- 1990 - Secka nitti
- 1989 - Secka grejer
- 1988 - Lik till salu (pjäs av Dario Fo)
- 1988 - En syl i vädret
- 1987 - Rats
- 1985 - Oss bräder emellan
- 1984 - Hembränt
- 1983 - Ha´ de´ vatt nå´tt
- 1982 - Allt mölligt
- 1981 - Mås så gott
- 1980 - Upptinat
- 1979 - I lögn och ro
- 1978 - Välkommen i det gröna
- 1977 - Spex med sex
- 1976 - Soppan
- 1975 - Bomb i centrum

1974 - (Mölndalsrevyn grundas)